# Campionati africani di nuoto 2012
Gli XI Campionati africani di nuoto si sono svolti dal 10 al 15 settembre 2012 a Nairobi, Kenya.
I Paesi partecipanti furono 16. Le gare si disputarono nel Complesso acquatico Kasarani del Moi International Sports Centre di Kasarani, area residenziale di Nairobi.

## Paesi partecipanti
- Algeria
- Angola
- Benin
- Botswana
- Egitto
- Ghana
- Kenya
- Mauritius

- Namibia
- Nigeria
- Ruanda
- Senegal
- Seychelles
- Sudafrica
- Tunisia
- Uganda

## Podi

### Uomini
| Evento               | Oro                                                                            | Perform. | Argento                                                                          | Perform. | Bronzo                                                               | Perform. |
| Stile libero         |                                                                                |          |                                                                                  |          |                                                                      |          |
| 50 m                 | Jason Dunford                                                                  | 23"01    | Oussama Sahnoune                                                                 | 23"11    | Abdelmegid Mohamed                                                   | 23"42    |
| 100 m                | Myles Brown                                                                    | 51"06    | Jason Dunford                                                                    | 51"20    | Oussama Sahnoune                                                     | 51"60    |
| 200 m                | Myles Brown                                                                    | 1'52"10  | Ahmed Mathlouthi                                                                 | 1'53"19  | Jason Dunford                                                        | 1'54"79  |
| 400 m                | Myles Brown                                                                    | 3'57"59  | Ahmed Mathlouthi                                                                 | 4'05"74  | Lyes Nefsi                                                           | 4'08"36  |
| 800 m                | Myles Brown                                                                    | 8'20"32  | Ahmed Mathlouthi                                                                 | 8'31"81  | Ali Ahmed Marwan                                                     | 8'32"89  |
| 1500 m               | Myles Brown                                                                    | 16'04"69 | Ali Ahmed Marwan                                                                 | 16'25"48 | Pedro Pinotes                                                        | 16'45"60 |
| Dorso                |                                                                                |          |                                                                                  |          |                                                                      |          |
| 50 m                 | Ricky Ellis                                                                    | 26"74    | Jason Dunford                                                                    | 27"18    | Ryad Djendouci                                                       | 27"20    |
| 100 m                | Ricky Ellis                                                                    | 57"75    | Taki Mrabet                                                                      | 58"76    | Michael Meyer                                                        | 59"42    |
| 200 m                | Taki Mrabet                                                                    | 2'06"65  | Myles Brown                                                                      | 2'07"19  | Ricky Ellis                                                          | 2'08"52  |
| Rana                 |                                                                                |          |                                                                                  |          |                                                                      |          |
| 50 m                 | Malick Fall                                                                    | 28"57    | Wasim Ellouni                                                                    | 28"80    | Talel Mrabet                                                         | 29"16    |
| 100 m                | Wasim Ellouni                                                                  | 1'04"01  | Malick Fall                                                                      | 1'04"52  | Michael Meyer                                                        | 1'04"87  |
| 200 m                | Taki Mrabet                                                                    | 2'20"89  | Talel Mrabet                                                                     | 2'21"35  | Ahmed El Din Kamal                                                   | 2'21"59  |
| Farfalla             |                                                                                |          |                                                                                  |          |                                                                      |          |
| 50 m                 | Jason Dunford                                                                  | 24"05    | Oussama Sahnoune                                                                 | 25"49    | João Matias                                                          | 25"59    |
| 100 m                | Jason Dunford                                                                  | 53"16    | Marawan Osman                                                                    | 55"47    | Oussama Sahnoune                                                     | 55"79    |
| 200 m                | Ahmed Akram Abbas                                                              | 2'04"92  | Marawan Osman                                                                    | 2'05"35  | Myles Brown                                                          | 2'05"45  |
| Misti                |                                                                                |          |                                                                                  |          |                                                                      |          |
| 200 m                | Taki Mrabet                                                                    | 2'05"11  | Michael Meyer                                                                    | 2'06"32  | Ayrton Sweeney                                                       | 2'06"74  |
| 400 m                | Ayrton Sweeney                                                                 | 4'27"60  | Taki Mrabet                                                                      | 4'28"22  | Gadalla El Sayed                                                     | 4'32"77  |
| Staffette            |                                                                                |          |                                                                                  |          |                                                                      |          |
| 4x100 m stile libero | Sudafrica Ellis Riccky Ayrton Sweeney Irumeleng Lesenyeho Myles Brown          | 3'30"52  | Egitto Ahmed Akram Abbas Ahmed Kamal El Din Ahmed Hamdy Salem Mohamed Abdelmagid | 3'31"09  | Algeria Oussama Sahnoune Ryad Djendouci Naoufel Benabid Mehdi Hamama | 3'31"45  |
| 4x200 m stile libero | Sudafrica Michael Meyer Ayrton Sweeney Abdul-Malick Railoun Myles Brown        | 7'42"68  | Egitto Mohamed Wageh Ahmed Akram Abbas Abdel Rehim Ahmed El Sayed Gadalla        | 7'44"80  | Tunisia Talel Mrabet Taki Mrabet Wasim Elloumi Ahmed Mathlouthi      | 7'48"06  |
| 4x100 m misti        | Egitto Omar Abo El Soud Tarek Enab Mohamed Ali Marwan Ahmed Mohamed Abdelmagid | 3'51"29  | Tunisia Taki Mrabet Wasim Elloumi Ahmed Mathlouthi Talel Mrabet                  | 3'53"49  | Sudafrica Ellis Riccky Alaric Basson Irumeleng Lesenyeho Myles Brown | 3'53"66  |

### Donne
| Evento               | Oro                                                                   | Perform. | Argento                                                                               | Perform. | Bronzo                                                               | Perform. |
| Stile libero         |                                                                       |          |                                                                                       |          |                                                                      |          |
| 50 m                 | Lehesta Kemp                                                          | 26"08    | Mai Atef Abdelfatta                                                                   | 27"24    | Hossam El Rowan                                                      | 27"35    |
| 100 m                | Lehesta Kemp                                                          | 57"98    | Kyna Pererira                                                                         | 58"32    | Zeineb Khalfalla                                                     | 58"83    |
| 200 m                | Michelle Weber                                                        | 2'03"80  | Kyna Pererira                                                                         | 2'04"24  | Zeineb Khalfalla                                                     | 2'06"89  |
| 400 m                | Michelle Weber                                                        | 4'19"60  | Reem Hussein                                                                          | 4'26"55  | Rene Warnes                                                          | 4'28"25  |
| 800 m                | Michelle Weber                                                        | 8'50"45  | Kyna Pereira                                                                          | 9'05"77  | Reem Hussein                                                         | 9'16"70  |
| 1500 m               | Michelle Weber                                                        | 16'46"46 | Kyna Pereira                                                                          | 17'14"24 | Reem Hussein                                                         | 17'28"34 |
| Dorso                |                                                                       |          |                                                                                       |          |                                                                      |          |
| 50 m                 | Lehesta Kemp                                                          | 30"67    | Nathania Van Niekerk                                                                  | 30"69    | Asma Sammod                                                          | 31"06    |
| 100 m                | Lehesta Kemp                                                          | 1'03"68  | Nathania Van Niekerk                                                                  | 1'04"96  | Rahman El Sayed                                                      | 1'06"98  |
| 200 m                | Nathania Van Niekerk                                                  | 2'20"30  | Rene Warnes                                                                           | 2'21"99  | Hany Abdelhamid                                                      | 2'22"35  |
| Rana                 |                                                                       |          |                                                                                       |          |                                                                      |          |
| 50 m                 | Tara Nicholas                                                         | 33"15    | Mai Atef Abdelfatta                                                                   | 33"56    | Tolba Mohamed                                                        | 34"39    |
| 100 m                | Tara Nicholas                                                         | 1'12"47  | Mai Atef Abdelfatta                                                                   | 1'13"26  | Tolba Mohamed                                                        | 1'14"99  |
| 200 m                | Tolba Mohamed                                                         | 2'37"41  | Mai Atef Abdelfatta                                                                   | 2'38"75  | Tara Nicholas                                                        | 2'39"98  |
| Farfalla             |                                                                       |          |                                                                                       |          |                                                                      |          |
| 50 m                 | Amanda Loots                                                          | 27"75    | Lehesta Kemp                                                                          | 28"44    | Fella Bennaceur                                                      | 28"97    |
| 100 m                | Amanda Loots                                                          | 1'00"64  | Rene Warnes                                                                           | 1'03"40  | Fella Bennaceur                                                      | 1'04"39  |
| 200 m                | Amanda Loots                                                          | 2'15"85  | Michelle Weber                                                                        | 2'20"41  | Rahman El Sayed                                                      | 2'21"30  |
| Misti                |                                                                       |          |                                                                                       |          |                                                                      |          |
| 200 m                | Amanda Loots                                                          | 2'20"55  | Rene Warnes                                                                           | 2'22"60  | Tolba Mohamed                                                        | 2'26"05  |
| 400 m                | Rene Warnes                                                           | 4'59"82  | Amanda Loots                                                                          | 5'04"28  | Tolba Mohamed                                                        | 5'09"63  |
| Staffette            |                                                                       |          |                                                                                       |          |                                                                      |          |
| 4x100 m stile libero | Sudafrica Kyna Pereira Michelle Weber Rene Warnes Lehesta Kemp        | 3'55"54  | Egitto Hossam El Rowan Reem Mohamed Hussein Hania Hany Abdelhamid Mai Atef Abdelfatta | 4'01"38  | Algeria Fella Bennaceur Amel Melih Amel Lalla Nesrine Khelifati      | 4'22"82  |
| 4x200 m stile libero | Sudafrica Kyna Pereira Michelle Weber Rene Warnes Lehesta Kemp        | 8'39"57  | Egitto Hossam El Rowan Reem Mohamed Hussein Hania Hany Abdelhamid Shahd Tarek Osman   | 8'53"64  | Algeria Amel Melih Fella Bennaceur Souad Cherouati Nesrine Khelifati | 9'06"66  |
| 4x100 m misti        | Sudafrica Nathania Van Niekerk Tara Nicholas Mandy Loots Lehesta Kemp | 4'18"31  | Egitto Hania Hany Abdelhamid Mai Atef Abdelfatta Hossam El Rowan Rahman El Sayed      | 4'29"08  | Algeria Amel Melih Nesrine Khelifati Fella Bennaceur Amel Lalla      | 4'34"61  |

## Medagliere
| Posizione | Paese     | Oro | Argento | Bronzo | Totale |
| --------- | --------- | --- | ------- | ------ | ------ |
| 1         | Sudafrica | 29  | 14      | 8      | 51     |
| 2         | Tunisia   | 4   | 8       | 5      | 17     |
| 3         | Egitto    | 3   | 13      | 14     | 30     |
| 4         | Kenya     | 3   | 2       | 1      | 6      |
| 5         | Senegal   | 1   | 1       | 0      | 2      |
| 6         | Algeria   | 0   | 2       | 10     | 12     |
| 7         | Angola    | 0   | 0       | 2      | 2      |
| Totale    | Totale    | 40  | 40      | 40     | 120    |